# Tit Meneni Lanat (cònsol 452 aC)
Tit Meneni Lanat (en llatí: Tilus Menenius Agr. f. Agr. n. Lanatus), que Livi anomena Titus però Dionís d'Halicarnàs, Luci i altres diuen que es deia Tilus, va ser un magistrat romà. Formava part de la gens Menènia, una gens romana d'origen patrici.
Va ser elegit cònsol junt amb Publi Sesti Capitolí Vaticà l'any 452 aC. Segons Pescenni Fest els cònsols d'aquell any van fer alguna cosa amb la lex Aternia Tarpeia, que havia estat aprovada dos anys abans, però el text és incomprensible.